# Via Giuseppe Garibaldi (Ferrara)
Via Giuseppe Garibaldi, o semplicemente via Garibaldi, unisce piazzetta Municipale con corso Isonzo, a Ferrara. La strada fu già denominata via dei Sabbioni e via della Rotta.

## Storia
Anticamente via Garibaldi faceva parte della via dei Sabbioni, come via Mazzini e via Saraceno. In seguito, con la costruzione del Palazzo Comunale, il suo inizio venne fissato dall'odierno Volto del Cavallo, e poi, quando fu edificata la piazza di Castel Ducale (oggi piazzetta Municipale), il suo percorso iniziò dai portali (di via Garibaldi). All'inizio del XX secolo arrivava sino all'allora piazza d'armi.
All'incrocio con via Spadari, sino al XVIII secolo, era presente una sede del Monte di Pietà.

### Via della Rotta ed altri nomi storici della strada
Il nome che per lungo tempo ha portato deriva probabilmente da un'antica Porta della Rotta e questa rotta del Po, che allagò la città, è ancora oggi difficile da individuare tra le tante che sommersero la città estense ed il territorio vicino. 

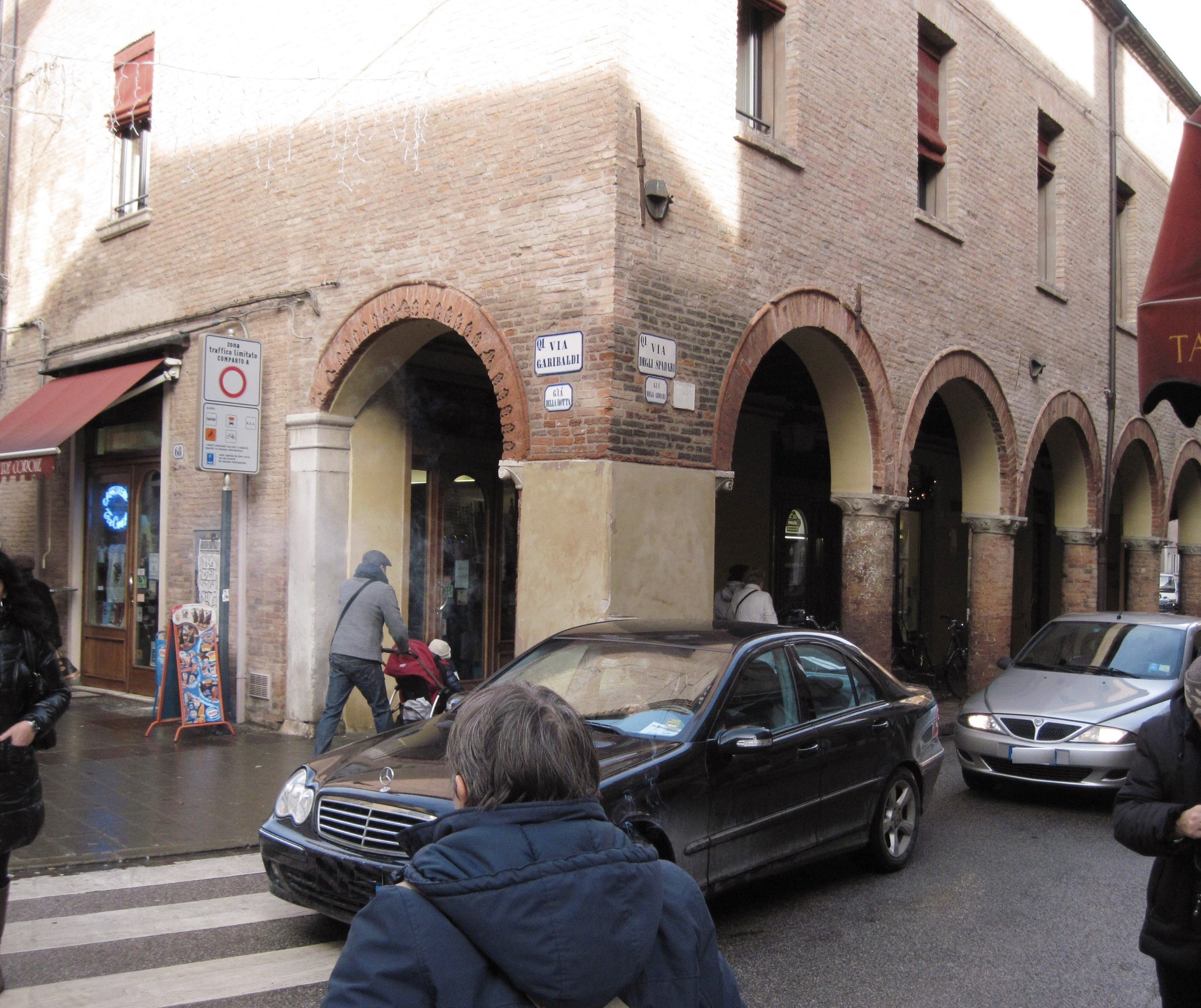
Incrocio tra via Garibaldi e via Spadari, Ferrara

Molte alluvioni furono importanti storicamente, ed avvennero nel 1362, nel 1470, nel 1480, nel 1493, nel 1498 e nel 1499, oltre a diverse altre minori. Sembra tuttavia che il nome di via della Rotta derivi da quella del 1499, nel corso della quale il Po, rompendo gli argini vicino al torrione di San Giacomo, sommerse il territorio ferrarese sino a Marrara.
Fu per lungo tempo, e precedentemente, parte di via dei Sabbioni, per l'usanza di cospargerla di sabbia e permettervi lo svolgimento di giochi e gare di corsa.
Venne anche chiamata strada di Santa Giustina, perché nella zona di Cortebella vi sorgeva un'antica parrocchiale con convento ed ospedali.
Un altro nome che si utilizzò per chiamarla fu strada del Monte Vecchio perché nel tratto compreso tra via Spadari e via della Luna vi sorgeva un vecchio Monte di Pietà.

## Architetture importanti della via o da questa accessibili
In via Garibaldi si trovano alcuni importanti edifici storici:
- Palazzo Bentivoglio
- Palazzo Forzatè.
- Chiesa del Monastero di Santa Giustina.

All'inizio della via, a breve distanza dai portali, c'è un accesso al Giardino delle Duchesse, non sempre aperto ai visitatori ed in fase di riordino.
Lungo la via nel secondo dopoguerra è stato edificato un palazzo sede dell'Ufficio Provinciale del Lavoro al posto di una costruzione precedente demolita durante i bombardamenti alleati.